# Patrik Fahlgren
Patrik Fahlgren (ur. 27 czerwca 1985 w Partille) – szwedzki piłkarz ręczny, reprezentant kraju grający na pozycji środkowego rozgrywającego. Obecnie występuje w Bundeslidze, w drużynie MT Melsungen.

## Osiągnięcia

### klubowe
- Mistrzostwa Szwecji:
  -  2004, 2005

## Życie prywatne
Obecnie jest związany z Johanną Ahlm, szwedzką piłkarką ręczną.